# Cheraw (Karolina Południowa)
Cheraw – miasto w Stanach Zjednoczonych, w stanie Karolina Południowa, w hrabstwie Chesterfield, położone na zachodnim brzegu rzeki Pee Dee.